# Parafia Wszystkich Świętych w Lizbonie
Parafia Wszystkich Świętych – etnicznie rosyjska parafia w Lizbonie, jedna z czterech placówek duszpasterskich eparchii hiszpańsko-portugalskiej Patriarchatu Moskiewskiego w Portugalii. W parafii prowadzone są spotkania biblijne i nauka religii dla dzieci. 